# 독일의 철도역 운임등급
독일의 철도역 운임등급(독일어: Preisklasse, 2017년까지는 Bahnhofskategorie)은 도이체 반의 자회사인 DB Station&Service에서 관리하는 여객 철도역을 여러 가지 요소에 따라서 7단계의 등급별로 분류한 것이다.

## 역사
독일의 철도가 지역별로 운행했던 시기에도 역 등급(독일어: Bahnhofsklasse) 체계가 있었으며, 각각 철도역을 여객과 화물 수송에서의 위치에 따라서 분류한 것이다. 독일국영철도에서는 1944년에 로마 숫자로 분류한 1급역(I.)부터 4급역(IV.)까지의 역 등급 체계(Rangklasse des Bahnhofs)를 도입했다. 각각 역은 세부적으로 Haltepunkt, Haltestelle, Ladestelle, Umschlagstelle, Nebenstelle, Hilfstelle 등 9가지 기능으로 분류되었다. 1955년 이전에는 5급역(V.)이 임시로 도입되었으나 이후에는 사용되지 않았다.
도이체 반 AG의 출범 이후인 2000년대에 역에 열차가 정차할 때 철도 사업자가 지불해야 하는 역 사용료(Stationspreissystem) 체계가 변경되었고, DB Station&Service는 여객 철도에서의 역의 역할에 따라서(장거리 교통 결절점(Fernverkehrsknoten), 장거리 교통 주요 정차역(Fernverkehrssystemhalt), 지역간 교통 결절점(Regionalverkehrsknoten)) 6단계의 등급별 분류를 도입했다. 해당 등급 분류 체계에는 합리적이지 않은 면이 있었다. 예를 들어 뒤스부르크 중앙역은 2007년 초에 태풍 키릴(Kyrill)이 지나간 후에도 역 승객 수나 역할이 변경되지 않았음에도 불구하고 1급역에서 2급역으로 강등되었다. 이러한 분류 체계는 체계적이지 않은 것으로 간주되었기 때문에 도이체 반은 연방네트워크청(Bundesnetzagentur)의 지시에 따라서 분류 체계를 조정해야 했다.
2011년부터 약 5400개의 철도역이 7개 등급으로 분류되었다. 분류 기준은 승강장 개수, 일일 정차하는 열차 수와 승객 수, 장애인 접근성 확보 여부, 서비스 시설 설치 여부 등이다. 각각 역은 6개 기준에 따라서 등급이 매겨지며, 각각 분류별로 가중치가 매겨지며 최대 점수의 합은 100점이다. 역 등급은 각각 역별 점수가 위치한 구간에 따라서 결정된다.
2017년 12월에는 역 등급(Bahnhofskategorie)이 운임등급(Preisklassen)으로 대체되었다.
운임등급은 철도 교통 사업자가 DB Station&Service 및 도이체 반의 다른 자회사에 지불해야 할 역 사용료를 결정하는 데 사용된다.

## 등급별 분류
2011년 도입된 DB Station&Service의 운임등급은 7개 등급으로 나뉜다.

### 운임등급 계산
운임등급 계산은 다음 조건에 따라서 이루어진다.
| 단계   | 승강장 선수          | 승강장 길이           | 일일 승객 수                | 일일 정차 열차 수       | 직원 배치 여부 | 장애인 접근성 |
| ------ | -------------------- | --------------------- | --------------------------- | ----------------------- | -------------- | ------------- |
| 0      | —                    | —                     | —                           | —                       | 없음           | 없음          |
| 1      | 01선                 | 000 m 초과 090 m 이하 | 00,000명 이상 00,049명 이하 | 000회 이상 0,010회 이하 | 있음           | 있음          |
| 2      | 02선                 | 090 m 초과 140 m 이하 | 00,050명 이상 00,299명 이하 | 011회 이상 0,050회 이하 | —              | —             |
| 3      | 03선 이상 04선 이하  | 140 m 초과 170 m 이하 | 00,300명 이상 0,0999명 이하 | 051회 이상 0,100회 이하 | —              | —             |
| 4      | 05선 이상 09선 이하  | 170 m 초과 210 m 이하 | 01,000명 이상 09,999명 이하 | 101회 이상 0,500회 이하 | —              | —             |
| 5      | 10선 이상 14선 이하  | 210 m 초과 280 m 이하 | 10,000명 이상 49,999명 이하 | 501회 이상 1,000회 이하 | —              | —             |
| 6      | 00i선 이상 15선 이상 | 280 m 초과 000 m 이하 | 00,000명 이하 50,000명 이상 | 000회 이하 1,001회 이상 | —              | —             |
| 가중치 | 20%                  | 20%                   | 20%                         | 20%                     | 15%            | 5%            |

각주
1. ↑  각 역별로 사용 중인 최장거리 승강장만 간주함

각각 등급별 단계는 다음 수식에 의하여 총점으로 계산된다.
{\displaystyle \mathrm {Prozente=\sum {\frac {Stufe}{Stufenzahl}}\cdot Gewichtung} }
예를 들어 최대 길이가 250 m인 승강장이 총 4선 있고, 일일 이용객 수는 28,000명, 열차 정차 수는 280회이며, 별도의 역 직원이 없으며, 장애인 접근성이 확보된 역은 다음과 같다.
{\displaystyle {\text{Prozente}}={\frac {3}{6}}\cdot 20\,\%+{\frac {5}{6}}\cdot 20\,\%+{\frac {5}{6}}\cdot 20\,\%+{\frac {4}{6}}\cdot 20\,\%+{\frac {0}{1}}\cdot 15\,\%+{\frac {1}{1}}\cdot 5\,\%\approx 62\,\%}
총점은 다음 구간별로 등급으로 환산된다.
| 총점              | 등급 |
| ----------------- | ---- |
| 90% 초과          | 1    |
| 80% 초과 90% 이하 | 2    |
| 60% 초과 80% 이하 | 3    |
| 50% 초과 60% 이하 | 4    |
| 40% 초과 50% 이하 | 5    |
| 25% 초과 40% 이하 | 6    |
| 00% 초과 25% 이하 | 7    |

DB Netz의 2017년 선로 사용료 체계에서는 별도의 역 등급 체계를 사용한다. 일일 50,000명 이상이 이용하는 역은 대도시역(Metropolbahnhof)으로 간주되며, 이들 역간을 운행하는 장거리 열차는 대도시간 교통(Metropolenverkehr)으로 간주된다.

### 1급역

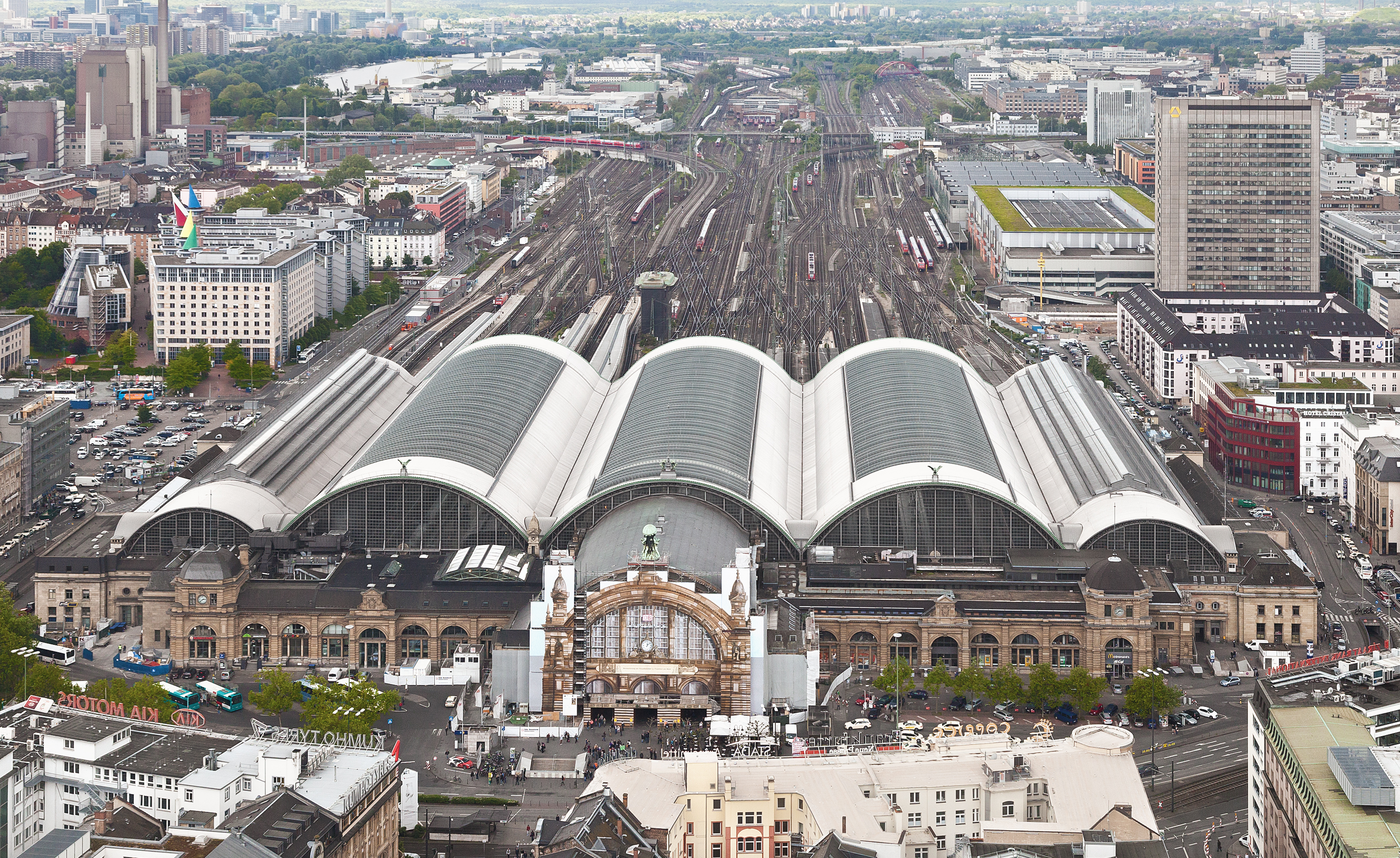
프랑크푸르트 중앙역(1급역)

1급역은 독일의 주요 장거리 열차 정차역이다. 해당 역에는 직원이 배치되어 있으며, 역내 상가가 조성되어 있다. 총 21곳 존재하며, 베를린, 함부르크, 쾰른, 뮌헨, 루르 지역에는 여러 개의 1급역이 있다. 1급역의 대부분은 인구 50만 명 이상인 대도시의 중앙역(Hauptbahnhof 또는 Hbf)이지만, 카를스루에 중앙역은 운영상의 이유로 1급역으로 분류되었다.

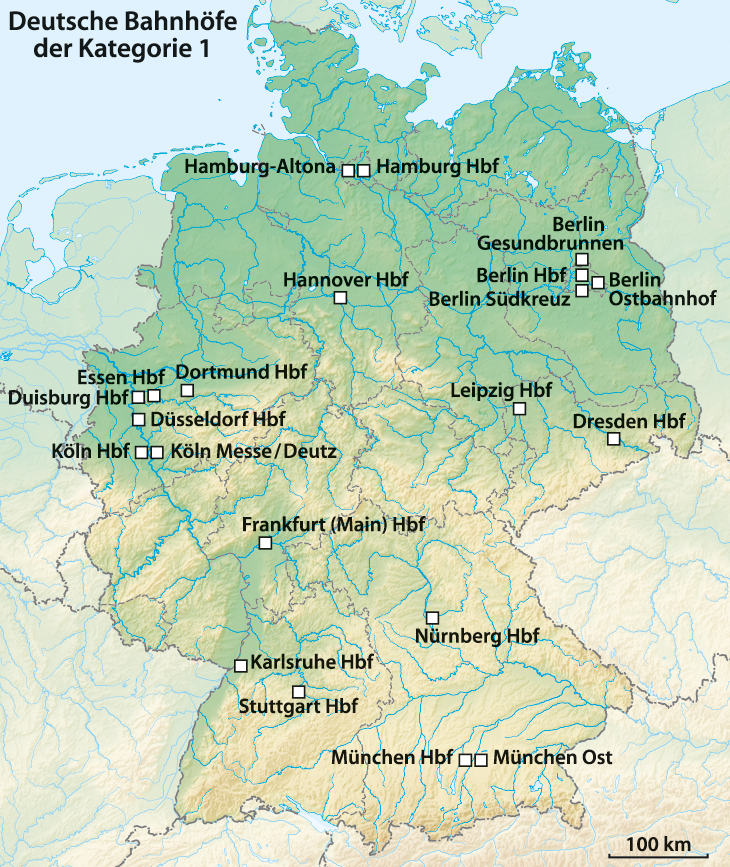
1급역
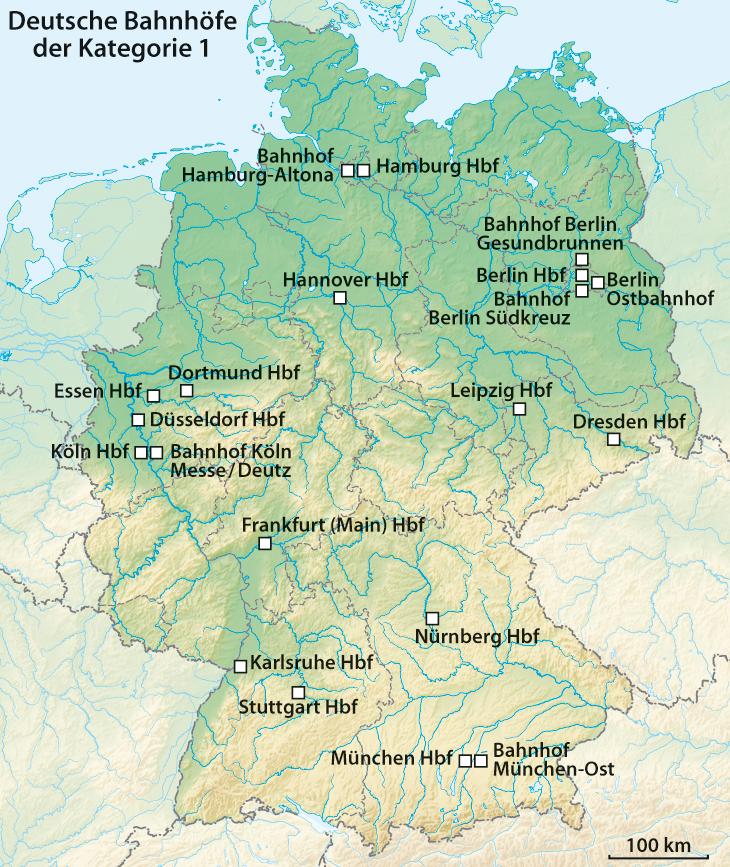
1급역(2011년까지)
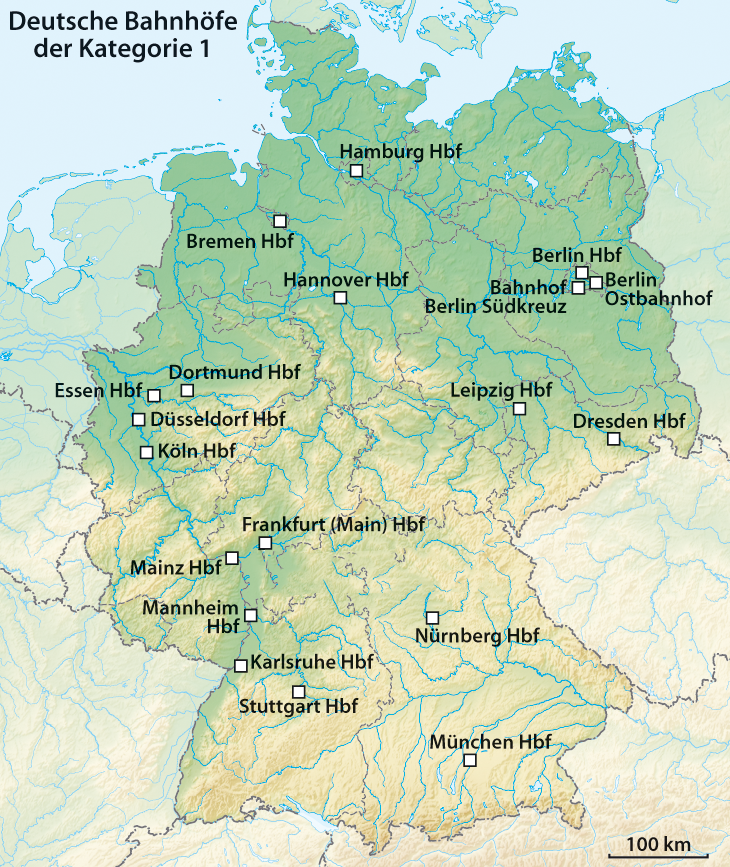
1급역(2010년까지

이 범주에는 다음 역이 포함된다.
- 뉘른베르크 중앙역
- 도르트문트 중앙역
- 뒤셀도르프 중앙역
- 뒤스부르크 중앙역
- 드레스덴 중앙역
- 라이프치히 중앙역
- 뮌헨 동역
- 뮌헨 중앙역
- 베를린 게준트브루넨역
- 베를린 동역
- 베를린 중앙역
- 베를린 쥐트크로이츠역
- 슈투트가르트 중앙역
- 에센 중앙역
- 카를스루에 중앙역
- 쾰른 메세/도이츠역
- 쾰른 중앙역
- 프랑크푸르트 중앙역
- 하노버 중앙역
- 함부르크 알토나역
- 함부르크 중앙역

- 1급역
- 1급역(2011년까지)
- 1급역(2010년까지

### 2급역

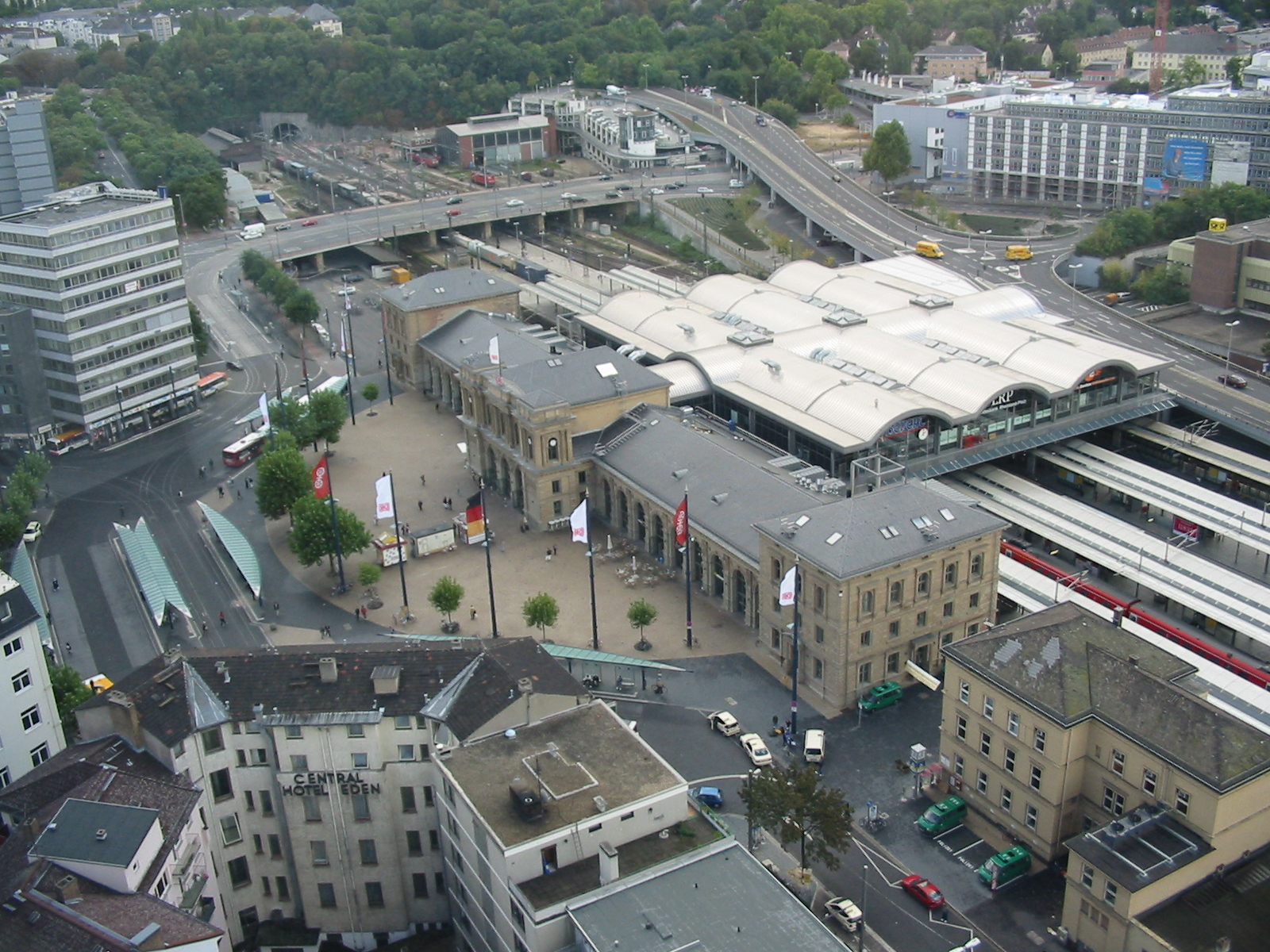
마인츠 중앙역(2급역)

2022년 기준 총 87개 역이 있으며, ICE, IC, EC 등 장거리 열차의 주요 대도시 정차역이거나 대형 공항으로 연결되는 노선의 정차역이다. 역에는 매표나 안내 등 주요 업무에 역무원이 배치되어 있다. 주별 2급역은 다음과 같다.
- 노르트라인베스트팔렌주(16역): 겔젠키르헨 중앙역·노이스 중앙역·뒤셀도르프 공항역·라이네역·묀헨글라트바흐 중앙역·뮌스터 중앙역·보훔 중앙역·본 중앙역·부퍼탈 중앙역·아헨 중앙역·오버하우젠 중앙역·졸링겐 중앙역·파더보른 중앙역·함 중앙역·하겐 중앙역·헤르포르트역
- 니더작센주(8역): 괴팅겐역·뤼네부르크역·볼프스부르크 중앙역·브라운슈바이크 중앙역·오스나브뤼크 중앙역·올덴부르크 중앙역·윌첸역·힐데스하임 중앙역
- 라인란트팔츠주(7역): 노이슈타트 (바인슈트라세) 중앙역·루트비히스하펜 (라인) 중앙역·마인츠 중앙역·보름스 중앙역·카이저슬라우테른 중앙역·코블렌츠 중앙역·트리어 중앙역
- 메클렌부르크포어포메른주(1역): 로스토크 중앙역
- 바덴뷔르템베르크주(12역): 만하임 중앙역·브루흐잘역·비티히하임비싱겐역·오펜부르크역·울름 중앙역·징겐 (호헨트빌)역·튀빙겐 중앙역·포르츠하임 중앙역·프라이부르크 (브라이스가우) 중앙역·플로힝겐역·하이델베르크 중앙역·하일브론 중앙역
- 바이에른주(10역): 란츠후트 중앙역·레겐스부르크 중앙역·로젠하임역·뮌헨 파징역·밤베르크역·뷔르츠부르크 중앙역·아샤펜부르크 중앙역·아우크스부르크 중앙역·잉골슈타트 중앙역·퓌르트 중앙역
- 베를린(6역): 베를린 동물원역·베를린 리히텐베르크역·베를린 반제역·베를린 슈판다우역·베를린 포츠다머 플라츠역·베를린 프리드리히슈트라세역
- 브란덴부르크주(4역): BER 공항역·콧부스 중앙역·포츠담 중앙역·프랑크푸르트 (오데르)역
- 브레멘주(1역): 브레멘 중앙역
- 슐레스비히홀슈타인주(4역): 노이뮌스터역·뤼베크 중앙역·바트 올데슬로역·킬 중앙역
- 자를란트주(1역): 자르브뤼켄 중앙역
- 작센주(2역): 드레스덴 노이슈타트역·켐니츠 중앙역
- 작센안할트주(2역): 마그데부르크 중앙역·할레 (잘레) 중앙역
- 튀링겐주(1역): 에르푸르트 중앙역
- 함부르크(2역): 함부르크 담토어역·함부르크 하르부르크역
- 헤센주(7역): 기센역·다름슈타트 중앙역·비스바덴 중앙역·카셀 빌헬름스회에역·카셀 중앙역·풀다역·하나우 중앙역

### 3급역

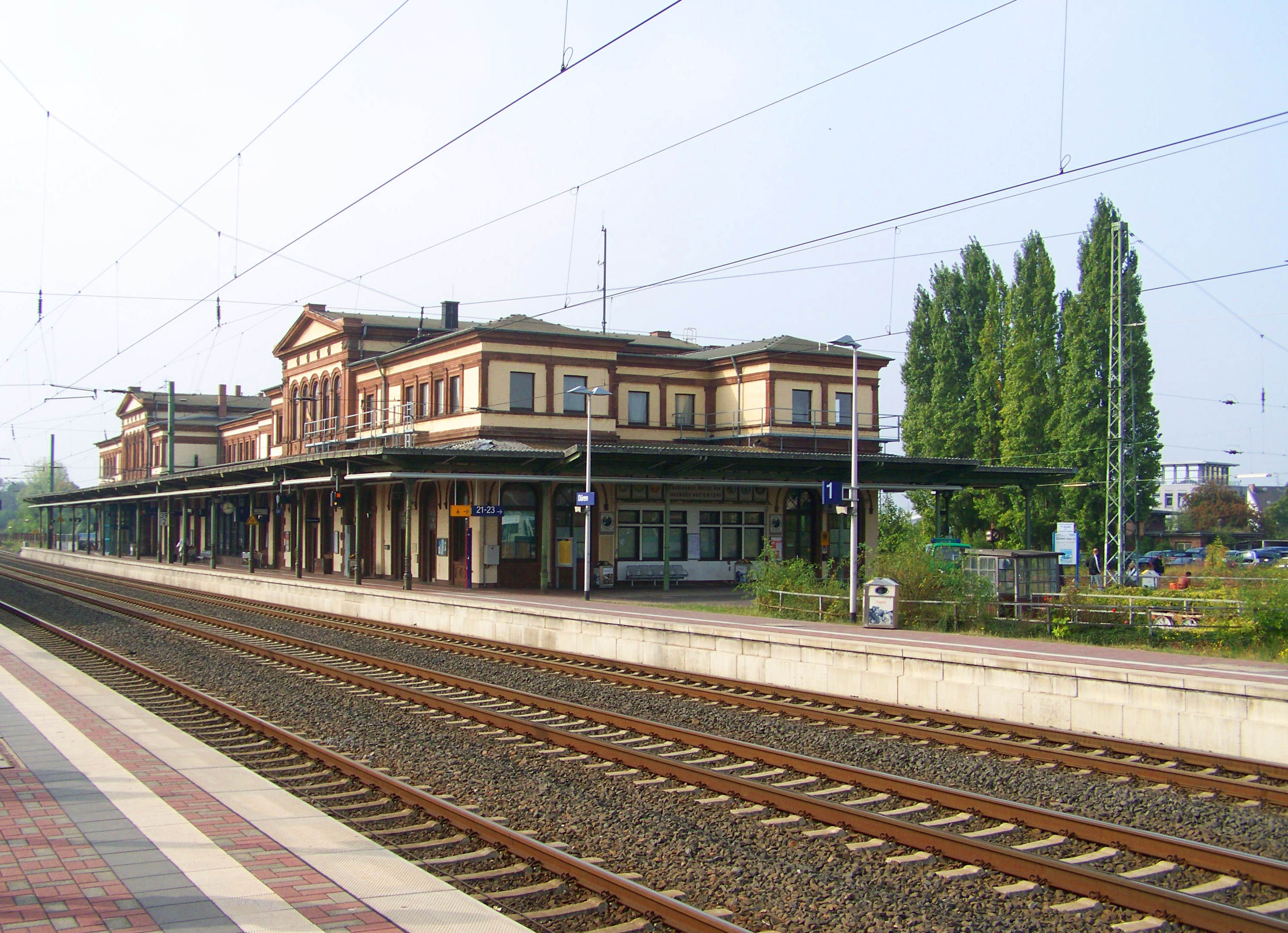
뒤렌역(3급)

2022년 기준 총 256개 역이 있으며 대부분은 중형 도시의 중심역이다. 장거리 열차의 비주요 정차역이나 지역간 열차의 중심역으로 기능한다. 대합실에는 매표소나 간이 매점이 설치되어 있다. 이 등급 이하 역부터는 역무원이 주로 상주하지는 않는다. 주요 3급역은 다음과 같다.
- 루터슈타트 비텐베르크 중앙역
- 뮐하임 (루어) 중앙역
- 반네아이켈 중앙역
- 츠비카우 중앙역
- 켐프텐 (알고이) 중앙역
- 호프 중앙역
- 뒤셀도르프 벤라트역
- 리히텐펠스역
- 림부르크 (란)역
- 바이마르역
- 바트 헤르스펠트역
- 베르겐 아우프 뤼겐역
- 비터펠트역
- 아이제나흐역
- 예나 파라디스역
- 크라일스하임역

3급역 중에는 아우 (지크)역과 같이 역이 있는 도시의 인구는 300명 이하이지만 지역간 교통의 주요 결절점으로 기능하는 역이 있다.

### 4급역

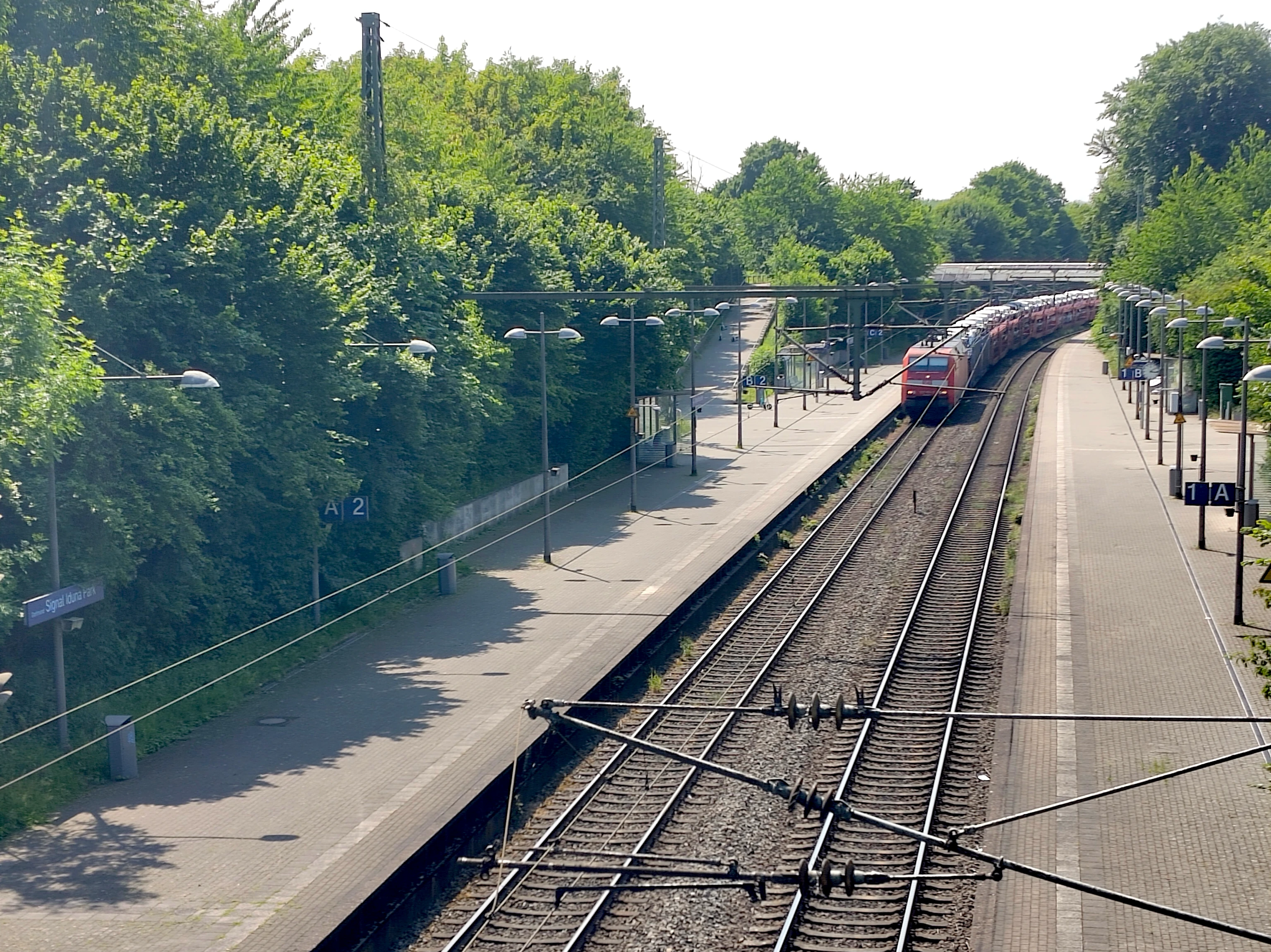
도르트문트 지그날이두나파르크역(4급)

2022년 기준 총 628개의 역이 있으며, 마이닝겐역과 같이 지역간 열차의 중심역 위주로 포함되어 있다. 과거에 이용객이 많은 시내 교통 결절점(hoch frequentierter Nahverkehrssystemhalt/Nahverkehrsknoten)으로 분류된 역도 포함되어 있다. 빙겐 (라인) 중앙역, 루트비히스루스트역, 하노버 메세/라첸역과 같이 장거리 열차가 열차하는 역도 일부 존재한다. 림부르크 남역은 장거리 열차만 정차하지만, 도심에서 떨어져 있으며 통근 기능을 위주로 설계되었고, 안내소, 화장실, 대형 대합실 등 역 시설이 없으며, 모든 장거리 열차가 정차하지는 않기 때문에 4급역으로 분류되었다.
4급역 중에는 배차 간격이 짧은 S반 정차역도 있지만, 이들 역은 5급역이나 6급역과 시설 면에서 큰 차이가 없다.

이러한 역에는 베를린 리히터펠데 베스트역이나 레버쿠젠 미테역이 있다.
4급역 중에는 인구 10만 명 정도의 도시의 중앙역으로 기능하는 루르 지역의 뤼넨 중앙역이나 보트로프 중앙역도 있지만, 많은 역에 매표소가 설치되어 있지 않다. 노이디텐도르프역과 같은 교외 지역에도 4급역이 설치되어 있다.

### 5급역

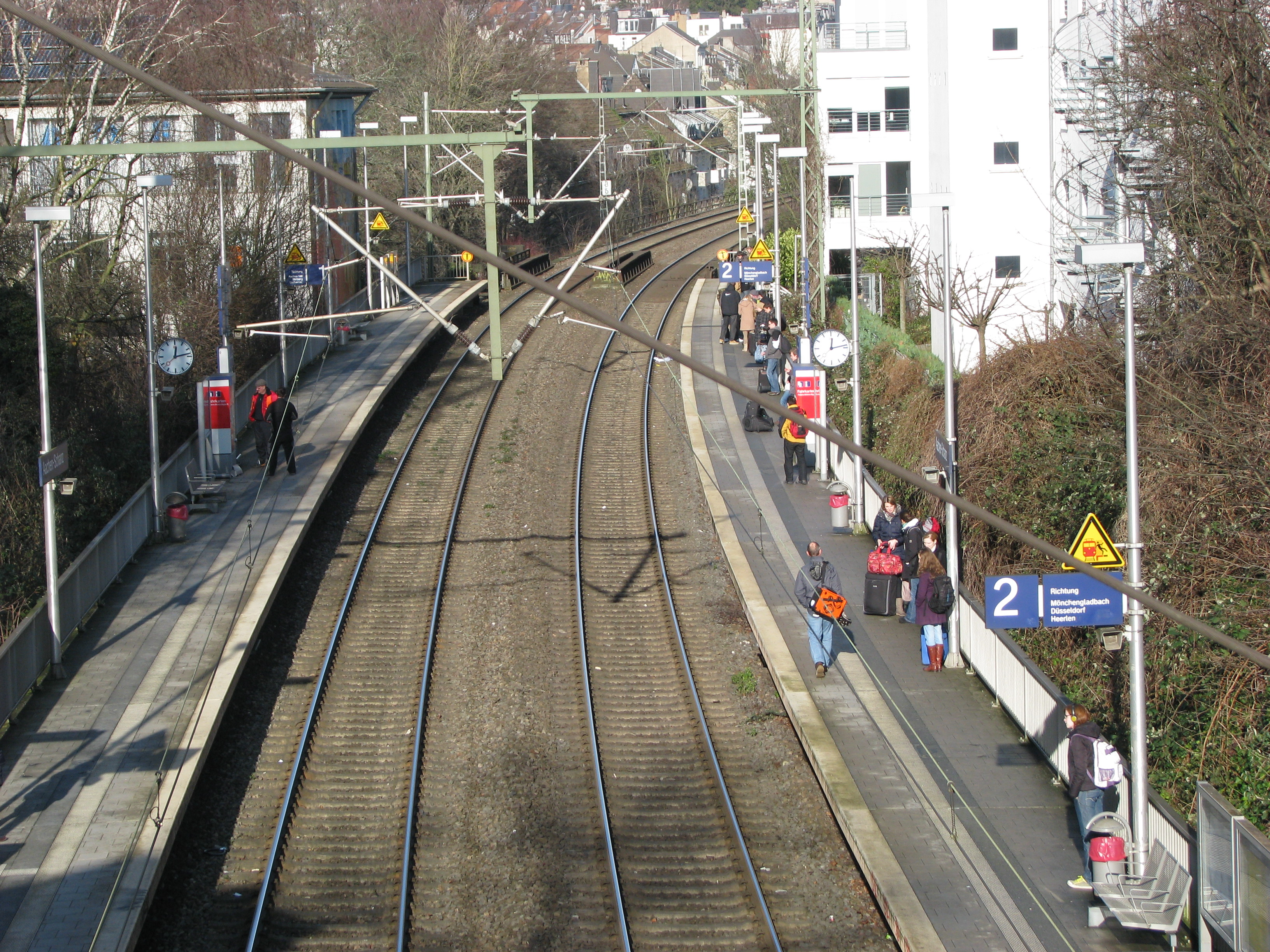
아헨 샨츠역(5급)

2022년 기준 총 992개의 역이 있으며, 소도시의 중심역이거나 대도시의 특정 구역만을 역세권으로 삼는 역이다. 통근객이 주로 사용하는 역이다.

포스트바우어 헹역(Bahnhof Postbauer-Heng), 쾰른 홀바이데역(Bahnhof Köln-Holweide), 호엔 노이엔도르프 바이 베를린역 등이 있다.

### 6급역

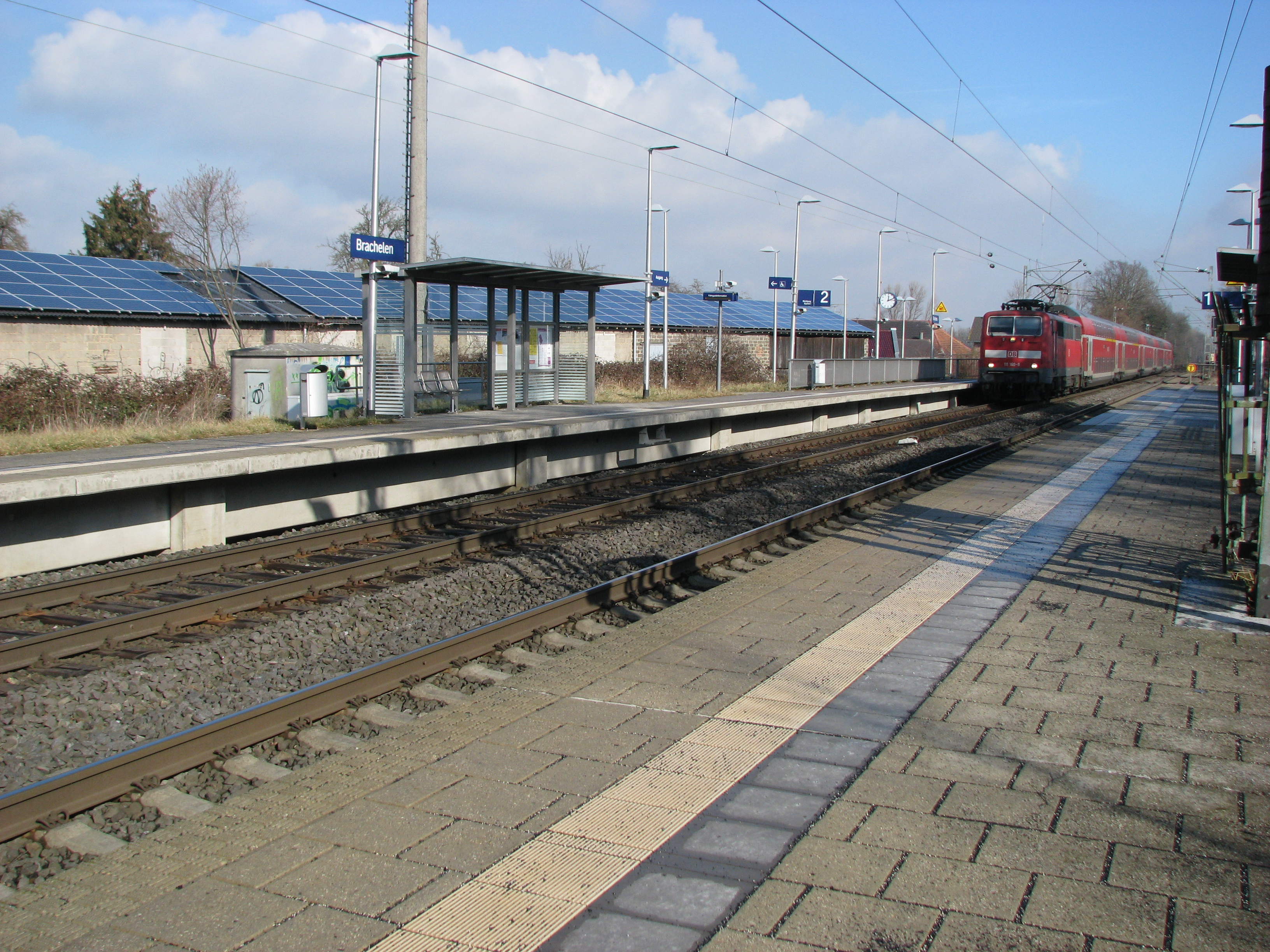
브라헬렌역(6급)

2022년 기준 총 2505개의 역이 있으며, 대개 인구가 희박한 지역에 설치되어 있으며 필수적인 시설만 설치되어 있다.

일메나우역, 에르바흐 (오덴발트)역, 글뢰벤역 등이 있다.

### 7급역

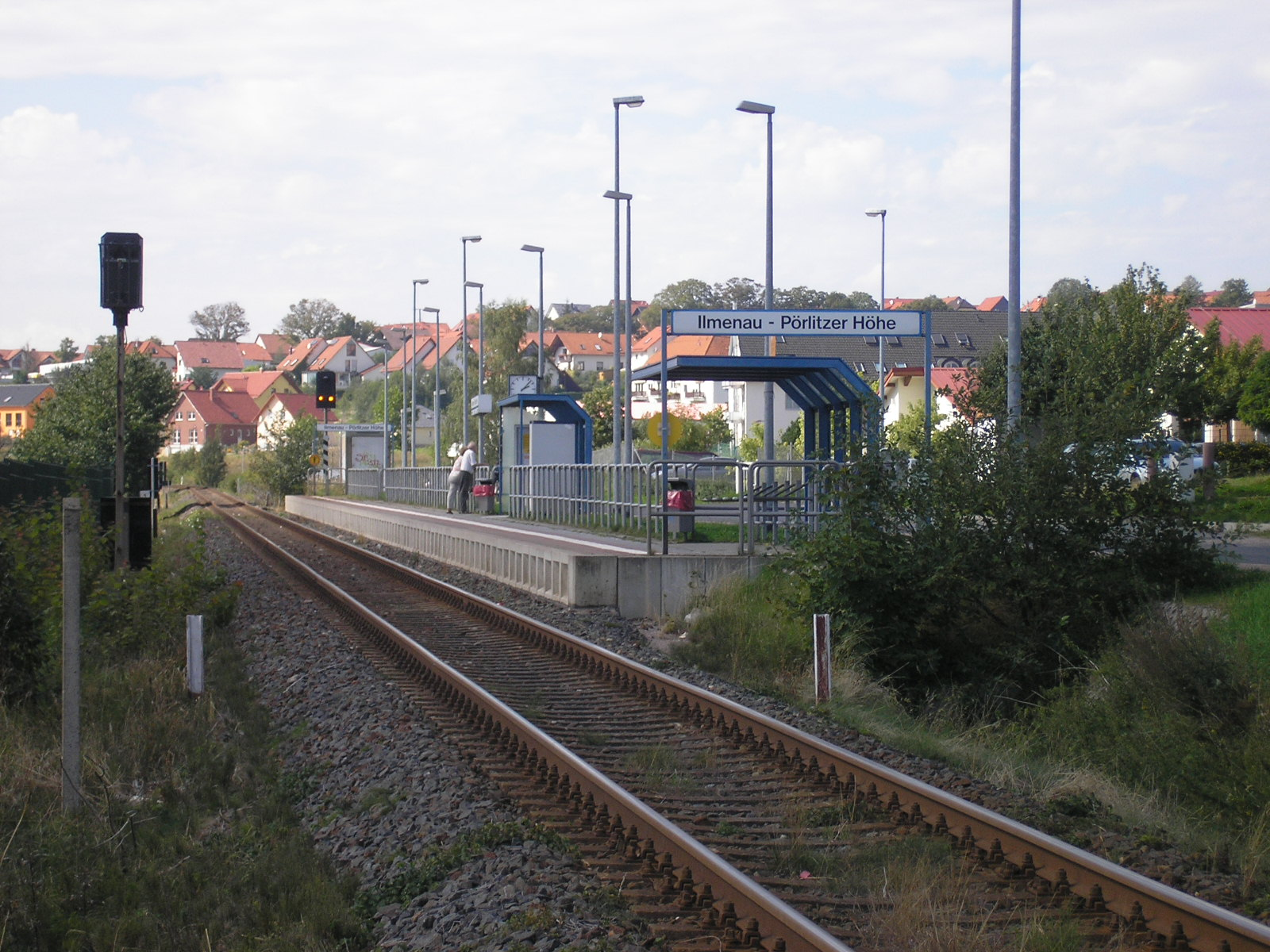
일메나우 푀를리처 회에역(7급)

2022년 기준 총 916개의 역이 있으며, 대개 농촌 지역의 역(Landhalte)이다. 이용객 수는 가장 적으며, 임시승강장 수준의 필수적인 시설만 설치되어 있다. 적은 이용객 수 때문에 장애인 접근성이 고려되어 있지 않다.

츠보텐탈역(Bahnhof Zwotental), 괴르데역(Bahnhof Göhrde) 등이 있다.

## 같이 보기
- 독일철도 철도역 코드 목록

## 참조
1. ↑  DB Station&Service AG, 편집. (2022년 11월 28일). “Stationspreisliste 2023” (PDF; 2,4 MB). 2023년 1월 26일에 확인함.
2. ↑  Deutsche Reichsbahn, 편집. (1944). 《Amtliches Bahnhofsverzeichnis 1944》. V쪽. 2018년 1월 10일에 확인함.
3. ↑  DB Station&Service, 편집. (2012년 11월 12일). “Das Stationspreissystem SPS 11” (PDF). 2016년 9월 21일에 원본 문서 (PDF; 772 kB)에서 보존된 문서. 2017년 4월 23일에 확인함.
4. ↑  Einführung von Preisklassen bei: Deutsche Bahn AG, abgerufen am 3. Januar 2019.
5. ↑  DB Station&Service (편집.). “Infrastrukturnutzungsbedingungen Personenbahnhöfe gültig ab 01.01.2021” (PDF). 2021년 6월 15일에 확인함.
6. ↑  Felix Berschin: Das Trassenpreissystem 2017 보관됨 2022-08-17 - 웨이백 머신 (PDF; 1,2 MB) auf nahverkehrsberatung.de, von Februar 2015, abgerufen am 3. November 2016.
7. ↑  
Deutsche Bahn, 편집. (2017). “Die sieben Bahnhofskategorien”. 2016년 9월 22일에 원본 문서에서 보존된 문서. 2017년 4월 19일에 확인함.